# Ермолино
Ермолино (на руски: Ермолино) е град в Русия, разположен в Боровски район, Калужка област. Населението на града към 1 януари 2018 е 10 089 души.